# Rugby-Union-Südamerikameisterschaft 1995
Die Rugby-Union-Südamerikameisterschaft 1995 (spanisch Sudamericano de Rugby 1995) war die 19. Ausgabe der südamerikanischen Kontinentalmeisterschaft in der Sportart Rugby Union. Teilnehmer waren die Nationalmannschaften von Argentinien, Chile, Paraguay und Uruguay. Den Titel gewann zum 18. Mal Argentinien.

## Tabelle
Für einen Sieg gab es zwei Punkte, für ein Unentschieden einen Punkt, bei einer Niederlage null Punkte.
|    | Land        | Spiele | Siege | Unent. | Ndlg. | Spiel- punkte | Diff. | Tabellen- punkte |
| -- | ----------- | ------ | ----- | ------ | ----- | ------------- | ----- | ---------------- |
| 1. | Argentinien | 3      | 3     | 0      | 0     | 233:49        | + 184 | 6                |
| 2. | Uruguay     | 3      | 2     | 0      | 1     | 116:77        | + 39  | 4                |
| 3. | Paraguay    | 3      | 1     | 0      | 2     | 40:123        | − 83  | 2                |
| 4. | Chile       | 3      | 0     | 0      | 3     | 35:175        | − 140 | 0                |

## Ergebnisse
| 22. September 1995 | Paraguay | 14 : 24 | Chile | Colegio San José, Asunción |
| 22. September 1995 |          |         |       | Colegio San José, Asunción |

| 24. September 1995 | Chile                                                             | 13 : 31        | Uruguay                                                                                | Stade Français, Santiago de Chile Schiedsrichter: Ricardo Bordcoch (Argentinien) |
| 24. September 1995 | Versuche: González Erhöhungen: González Straftritte: González (2) | (3:17) Bericht | Versuche: Aguirre Cat de los Santos Sciarra Erhöhungen: Nicola Straftritte: Nicola (4) | Stade Français, Santiago de Chile Schiedsrichter: Ricardo Bordcoch (Argentinien) |

| 24. September 1995 | Paraguay                    | 9 : 103 | Argentinien | Estadio de las Fuerzas, Asunción |
| 24. September 1995 | Straftritte: 2 Dropgoals: 1 | Bericht | Versuche: Angelillo Cremaschi Cuesta (3) Luna (2) Méndez (3) Portillo Salvat (3) Sugasti Viel Erhöhungen: Cremaschi (7) Luna (3) Straftritte: Pablo Cremaschi | Estadio de las Fuerzas, Asunción |

| 30. September 1995 | Uruguay                                                                                                  | 49 : 12       | Paraguay                 | Carrasco Polo Club, Montevideo Schiedsrichter: Fernando Benavi |
| 30. September 1995 | Versuche: Aguirre Cardoso (2) Nicola Ormaechea Sciarra Vecino Erhöhungen: Nicola (5) Straftritte: Nicola | (0:6) Bericht | Straftritte: Cáceres (4) | Carrasco Polo Club, Montevideo Schiedsrichter: Fernando Benavi |

| 30. September 1995 | Chile             | 3 : 78  | Argentinien | Stade Français, Santiago de Chile Schiedsrichter: O. Mongeloz (Paraguay) |
| 30. September 1995 | Straftritte: Jory | Bericht | Versuche: Cremaschi Crexell (2) Fernández Jurado (2) Méndez Salvat (3) Strafversuch Erhöhungen: Cilley (2) Luna (5) Straftritte: Luna (3) | Stade Français, Santiago de Chile Schiedsrichter: O. Mongeloz (Paraguay) |

| 8. Oktober 1995 | Argentinien                                                                                   | 52 : 37           | Uruguay                                                                          | Tacurú Social Club, Posadas Schiedsrichter: Angel Lobbe Soto (Chile) |
| 8. Oktober 1995 | Versuche: Crexell Jurado (2) Luna Martín Terán (2) Erhöhungen: Luna (4) Straftritte: Luna (3) | (34 : 12) Bericht | Versuche: Bado Cat Strafversuch Erhöhungen: Sciarra (2) Straftritte: Sciarra (6) | Tacurú Social Club, Posadas Schiedsrichter: Angel Lobbe Soto (Chile) |